# Theo Janssen
Theo Janssen (* 27. Juli 1981 in Arnhem) ist ein ehemaliger niederländischer Fußballspieler.

## Karriere

### Verein
Der Mittelfeldspieler begann seine Karriere in der Jugend des Amateurklubs Vitesse 1892 in Arnheim, bevor er 1995 zur SBV Vitesse wechselte. In der Saison 1997/98 stieß er zu den Profis vor, musste jedoch bis zum 9. Dezember 1998 auf seinen ersten Einsatz in der Eredivisie warten. Beim 2:0-Sieg von Vitesse bei NAC Breda wurde er in der 90. Minute für Marián Zeman eingewechselt. Nach fünf Spielzeiten ging Janssen 2003 für ein halbes Jahr zum belgischen Erstliga-Club KRC Genk, wurde aber bereits während der laufenden Saison wieder zurück zu Vitesse transferiert. Für die Arnheimer bestritt er insgesamt 97 Ligaspiele, in denen er 17 Tore erzielte, ehe er im Sommer 2008 Janssen zum FC Twente wechselte.
Mit dem Team aus Enschede wurde er als Stammspieler gleich Zweiter der Eredivisie; in der Saison 2009/10 war er einer der Garanten für das Erringen der ersten Meisterschaft des FC Twente. In der Saison 2010/11 wurde Janssen zum Fußballer des Jahres gewählt. Twente gewann am Saisonende gegen den Konkurrenten AFC Ajax zwar den Pokal, verspielte jedoch am letzten Spieltag in Amsterdam die Meisterschaft. Wenige Tage später verpflichtete Ajax Janssen für zwei Jahre ab der Saison 2011/12 mit Option auf eine weitere Spielzeit. Für den FC Twente erzielte er in 86 Ligaspielen 18 Tore, war in 13 Pokalspielen sechsmal erfolgreich und traf viermal in 29 Begegnungen der Champions League und Europa League.
Seit der Saison 2012/13 war Janssen erneut für Vitesse Arnheim aktiv. Nach einem Kreuzbandriss im Oktober 2013, verkündete er im März 2014 sein Karriereende.

### Nationalmannschaft
Am 16. August 2006 gab Theo Janssen beim Länderspiel gegen die irische Nationalmannschaft sein Debüt im niederländischen Nationalteam; er wurde sieben Minuten vor Schluss für Stijn Schaars eingewechselt. Zwei Wochen später spielte er in der EM-Qualifikation gegen Luxemburg über die volle Distanz. Anschließend vergingen fast vier Jahre, bis er zu seinem dritten Einsatz kam. Zum ersten Match nach der Weltmeisterschaft 2010 berief Bondscoach Bert van Marwijk ihn in den Kader zum Freundschaftsspiel in der Ukraine, in dem die bei der WM eingesetzten Spieler fehlten. Janssen stand erneut in der Anfangsformation und spielte neben insgesamt sieben Debütanten und weiteren Rückkehrern wie Hedwiges Maduro und Urby Emanuelson bis zum Schlusspfiff durch.

## Erfolge
- Niederländischer Meister mit dem FC Twente: 2010, mit Ajax Amsterdam: 2012
- Niederländischer Pokalsieger mit dem FC Twente: 2011
- niederländischer Vizemeister: 2011
- niederländischer Superpokalsieger: Johan-Cruyff-Schaal 2010